# Ramón Zubieta y Les
Ramón Zubieta y Les (Arguedas, 31 agosto 1864 – Huacho, 19 novembre 1921) è stato un missionario e vescovo cattolico spagnolo; religioso domenicano, è stato il primo vicario apostolico di Urubamba, nell'Amazzonia peruviana; è il fondatore, insieme con Ascensión Nicol Goñi, delle suore missionarie domenicane del Rosario.

## Biografia
Il 6 dicembre 1881 entrò tra i domenicani della provincia missionaria del Santo Rosario a Ocaña; emise i primi voti ad Avila il 17 dicembre 1882 e professò i voti solenni il 20 dicembre 1886.
Nel 1888 partì per le missioni nelle Filippine e il 16 marzo 1889 fu ordinato prete a Manila. Durante la rivoluzione filippina del 1901 fu imprigionato per 18 mesi.
Dopo la sua liberazione chiese di essere destinato alle missioni nell'Amazzonia peruviana, dove si stava creando la prefettura apostolica di Urubamba. Fu nominato prefetto apostolico e il 25 febbraio 1902 raggiunse Callao.
Si interessò allo sviluppo economico e sociale della regione e si impegnò particolarmente per l'estensione della rete telefonica.
Essendo stata la prefettura di Urubamba elevata a vicariato apostolico, il 4 luglio 1913 fu eletto vescovo titolare di Adraa e primo vicario apostolico.
Il 14 agosto 1913 fu consacrato vescovo a Roma, nella basilica di Santa Maria sopra Minerva, dal cardinale Vincenzo Vannutelli.
Pensò di avvalersi della collaborazione delle religiose domenicane per l'attività missionaria e, con il consenso dell'arcivescovo di Lima, si rivolse alle domenicane del beaterio di Nuestra Señora del Patrocinio dell'Alameda de los Descalzos chiedendo loro di passare alla vita attiva.
Invitò anche delle domenicane spagnole a unirsi alle consorelle peruviane e nel 1915 dal monastero di Santa Rosa a Huesca giunsero madre Ascensión Nicol Goñi e altre 4 consorelle. Il beaterio dell'Alameda de los Descalzos divenne così casa-madre del nuovo istituto delle suore missionarie domenicane del Rosario.
Morì nel 1921. Il 27 marzo 2003 la Santa Sede ha concesso al vicariato apostolico di Puerto Maldonado il nihil obstat per l'apertura dell'inchiesta diocesana in vista della causa di beatificazione del vescovo.

## Genealogia episcopale
La genealogia episcopale è:
- Cardinale Scipione Rebiba
- Cardinale Giulio Antonio Santori
- Cardinale Girolamo Bernerio, O.P.
- Arcivescovo Galeazzo Sanvitale
- Cardinale Ludovico Ludovisi
- Cardinale Luigi Caetani
- Cardinale Ulderico Carpegna
- Cardinale Paluzzo Paluzzi Altieri degli Albertoni
- Papa Benedetto XIII
- Papa Benedetto XIV
- Cardinale Enrico Enriquez
- Arcivescovo Manuel Quintano Bonifaz
- Cardinale Buenaventura Córdoba Espinosa de la Cerda
- Cardinale Giuseppe Maria Doria Pamphilj
- Papa Pio VIII
- Papa Pio IX
- Cardinale Alessandro Franchi
- Cardinale Giovanni Simeoni
- Cardinale Vincenzo Vannutelli
- Vescovo Ramón Zubieta y Les, O.P.